# Ólafs ríma Haraldssonar

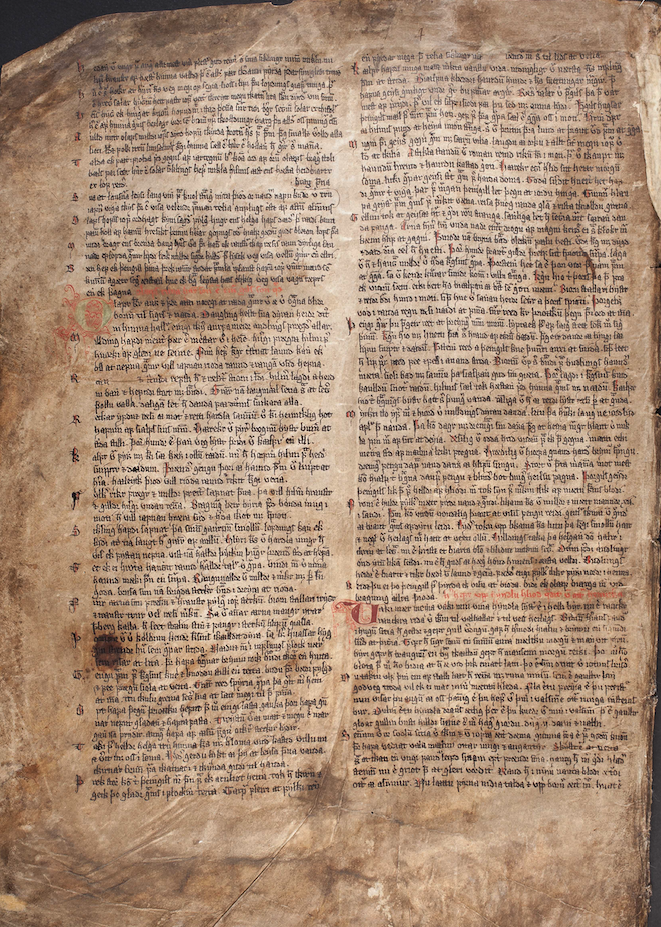
Ólafs ríma Haraldssonar en Flateyjarbók.

Ólafs ríma Haraldssonar es una ríma obra del escaldo Einarr Gilsson y escrita en el siglo XIV sobre la vida de Óláfr Haraldsson, rey de Noruega. 
El trabajo se conserva en Flateyjarbók (GKS 1005 fol.), un compendio de la década de 1390, y probablemente compuesta algunas décadas antes. La narrativa se centra en la vida del rey Óláfr según Heimskringla, centrándose especialmente en la batalla de Stiklestad y los milagros acaecidos tras su muerte y que desembocaron en su canonización. La obra literaria es de dicción simple. La ríma se compone de 65 versos de estilo ferskeytt. No contiene mansöngr.
Ólafs ríma está considerada como la obra más antigua de su estilo.